# El Picacho (Cádiz)
El Picacho (también denominado El Picacho del Aljibe) es un pico en la Sierra del Aljibe situada en la provincia de Cádiz en España. La cumbre, que se alza a 884 m s. n. m., está en la divisoria de los términos municipales de  Alcalá de los Gazules en su cara sur y de Jerez de la Frontera en su cara norte.

## Localización

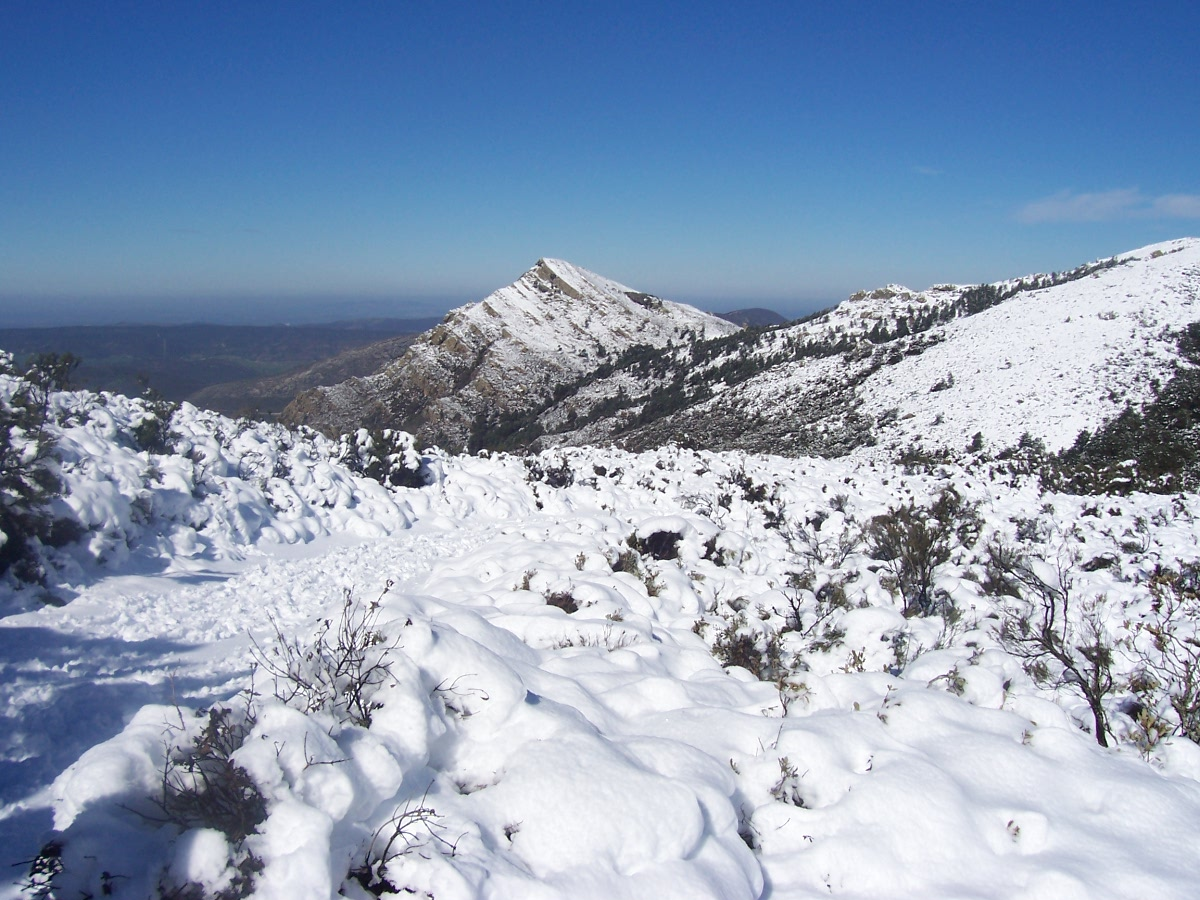
Pico nevado.

El pico se ubica en pleno Parque Natural de Los Alcornocales siendo un símbolo para el mismo. Un sendero señalizado discurre desde el acceso a pie de carretera, junto al área recreativa y cercano al aula de la naturaleza El Picacho, hasta la cima. Además, desde aquí se puede enlazar con otros tres itinerarios de la zona: Garganta de Puerto Oscuro, Subida al Aljibe y Travesía del Aljibe. Puesto que el sendero atraviesa parte de la zona de reserva establecida en el PORN, para realizarlo es necesario solicitar un permiso previo en las oficinas del Parque.

## Condiciones naturales
Las faldas del pico tienen una población abundante de quejigos y alcornoques. Existen rapaces en la cima y hay cabras montesas que viven en las laderas montañosas.